# Даднаджи, Джимрангар
Жозеф Джимрангар Даднаджи (фр. Joseph Djimrangar Dadnadji; 1 января 1954 — 31 декабря 2019) — чадский политик, премьер-министр страны с 21 января по 21 ноября 2013 года.

## Биография
В 1975 году Даднаджи поступил на государственную службу. C октября 1996 по июнь 2002 года занимал должность генерального директора министерства национального образования, затем был назначен министром в правительстве Чада. Один год спустя Даднаджи стал министром окружающей среды и водных ресурсов, эту должность занимал по июль 2004 года. С октября 2004 года по август 2005 года он был техническим советником президента по правовым и административным вопросам и правам человека, затем стал Генеральным секретарем Президиума. 9 марта 2010 года Даднаджи стал министром территориального планирования, градостроительства и жилищного строительства, оставался в этой должности до 17 августа 2011 года. 21 января 2013 года премьер-министр Эммануэль Надингар подал в отставку и президент Идрис Деби оперативно назначил Джимрангара Даднаджи на эту должность.
Подал в отставку 21 ноября 2013 года за день до голосовании о вотуме недоверия правительству страны. Перед этим он разругался с президентом Деби. Безрезультатно принял участие в президентских выборах в Чаде в 2016 году.
26 декабря 2019 года у Даднаджи случился инсульт. 31 декабря он скончался в больнице.